# 七大陸最高峰
七大陸最高峰（ななたいりくさいこうほう、Seven Summits）とは、地球上にある7つの各大陸（厳密には大州）で最も標高が高い山である。
七大陸最高峰はテキサスの大富豪としても知られるディック・バスと、ワーナー・ブラザースの社長であったフランク・ウェルズが自らの体験をまとめた著書『Seven Summits』の中で各大陸の最高峰として示している。それとは別に、ラインホルト・メスナーが類似したリスト（一覧）を提示している。

## 七大陸最高峰の一覧

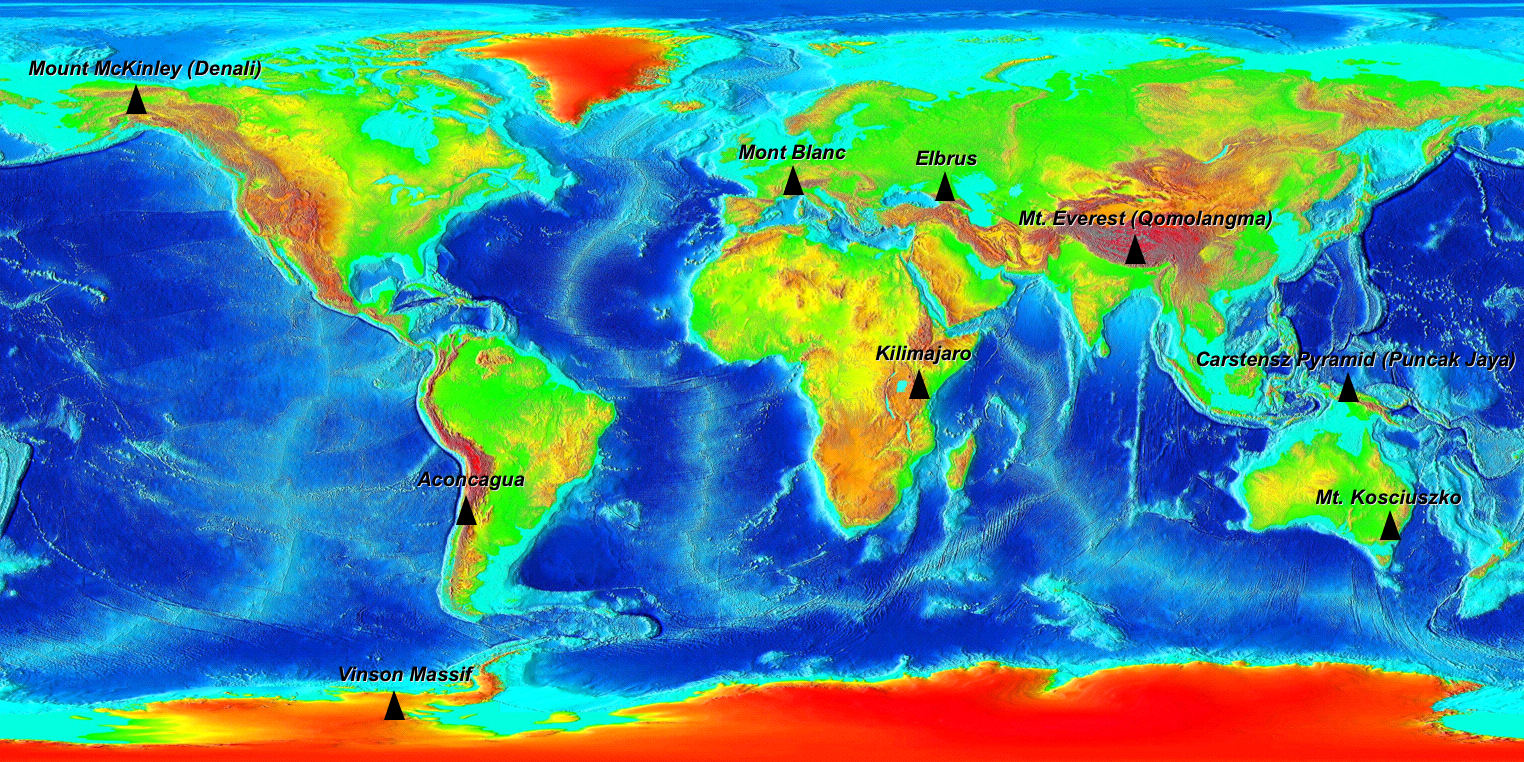
七大陸最高峰の位置

ユーラシア大陸はアジア亜大陸とヨーロッパ亜大陸に分けて考える。ちなみにユーラシア大陸を1つとして考えた場合の最高峰は、世界最高峰として知られるエベレストである。
ディック・バスたちとラインホルト・メスナーのリストはほとんど同じものであるが「オーストラリア」をオーストラリア本土だけとする（バスの分類）か、オーストララシア（オーストラリア本土とその周辺海域）とする（メスナーの分類）かが異なっている。
オーストラリア大陸の最高峰はコジオスコだが、オーストララシアを含むとプンチャック・ジャヤ（カルステンツ・ピラミッド、4884 m）の方がコジオスコよりも2000 m以上高い。
また、ヨーロッパの最高峰はエルブルス山ではなくモンブラン（4810 m）とする場合もある。
- アジア大陸：エベレスト（中華人民共和国・ネパール、8848 m）
- ヨーロッパ大陸：エルブルス山（ロシア連邦、5642 m）
- 北アメリカ大陸：デナリ（アメリカ合衆国、6190 m）
- 南アメリカ大陸：アコンカグア（アルゼンチン、6962 m）
- アフリカ大陸：キリマンジャロ（タンザニア、5895 m）
- オーストラリア大陸：コジオスコ（オーストラリア、2228 m）
- 南極大陸：ヴィンソン・マシフ（南極半島付近、4892 m）

## 歴史
アメリカの大富豪でアマチュア登山家であったディック・バスは、オーストラリアを含む七大陸の最高峰に登ることを目標としていた。彼は自分と同じ夢を持つフランク・ウェルズと共に、1983年の1年間でエベレストを除く6峰の登頂に成功した。しかし最も困難なエベレストの登頂はうまくいかず、3度の失敗を重ねた。最後に4度目の登山で、1985年4月30日にエベレストの登頂に成功した（ウェルズはエベレストの登頂には失敗している）。このとき55歳で、当時のエベレスト最高齢登頂記録だった。全ての最高峰に登頂したバスは自分のなしたことをウェルズと共同執筆した。
登山経歴が職業的にも個人的にも抜きん出ていたメスナーは大陸としてオーストラリアを選択したことに反対し、オーストラリアではなくオーストララシア全体の最高峰を入れたリストを発表した。オーストラリア最高峰のコジオスコはスキーリフトが頂上付近まであり誰でもハイキング気分で上れる山であり、登山家の「登山」の対象外である。パトリック・モローは1986年5月に、初めてメスナーのリストにおける七大陸最高峰を制覇した。この年の12月にメスナーも第二登を果たした。
1990年にロブ・ホールとギャリー・ボールは7か月で七大陸最高峰を完登した（バスのリスト）。
1992年に田部井淳子は女性として初めて七大陸最高峰を制した。
2011年現在、約348人の登山者がどちらかの最高峰リストの全ての山への登頂を達成している。それらのうち116人は、2つのリストに含まれている8つの山に登っている。

## 論争

### 難易度についての批評
もともとアメリカの富豪が50代で始めたことからも分かるように、当時としても先進的な登山と比するような対象ではなかった。商業主義が蔓延し、登山システムが完備されているとして、「もはや登山家が目指す困難な目標ではない」と評価する向きもある。メスナーのパートナーも務めたハンス・カマランダーはより難易度の高い第2位の標高の山である「セブン・セカンド・サミット」を提唱しているほか、七大陸最高峰のスピード登頂記録を目指したクリスチアン・シュタングルは標高3位までの山すべてを登頂する「トリプル・セブン・サミット」を提唱している。

### エルブルス山はヨーロッパを代表する山か
かつてヨーロッパの最高峰はモンブラン（4810 m）とされていた。しかし東西冷戦の終結の後、旧ソビエトへの登山が増えた。現在は登山家の間ではヨーロッパ最高峰は、エルブルス山とするのが一般的である。
しかし、エルブルス山をヨーロッパ最高峰としたことに対する批判がある。エルブルス山のあるコーカサス地方は商業・人的交流・文化などの面でヨーロッパよりもむしろアジアに近い。そこで、エルブルス山の代わりにモンブランを入れるべきとする意見がある。
また一方でモンブランを旧ヨーロッパ、エルブルスを新ヨーロッパとして七大陸ではなく八大陸とする考えも生まれている。

## 登頂記録
1990年代以降のヒマラヤ山系の登山は公募による商業隊が主流となり、組織力を持たない個人でもエベレストなど高峰への登頂が可能となった。こうした背景からかつては至難の業であった七大陸最高峰登頂記録もハードルが下がり、記録の更新が相次いだ。

### 最短記録
デンマークのヘンリック・クリスチャンセンは2008年に、バスとメスナーのリストに含まれる8つの最高峰を136日で完登した。アメリカのVern Tejasは2010年に同じ条件で記録を更新し、134日で登頂した。Tejasは1月18日にビンソンマシフに登頂し、その後、1月30日アコンカグア、2月19日カルステンツ・ピラミッド、2月27日コジオスコ、3月6日キリマンジャロ、3月20日エルブルス、5月24日エベレスト、5月31日マッキンリーと続けて登頂している。
2017年にポーランドのヤヌシュ・コハンスキはメスナーのリストを126日で登頂した（1月14日ヴィンソン・マシフ登頂から5月20日エベレスト登頂まで）。2018年にオーストラリアのスティーブ・プレーンは、コジオスコとカルステンツ・ピラミッドを含む8つの峰を117日で登頂して記録を更新した（1月16日ヴィンソン・マシフ登頂から5月14日エベレスト登頂まで）。

### 最年少記録
現在の最年少記録はジョーダン・ロメロの15歳。エベレスト登山に年齢制限が導入されたことから、今後この記録を更新することは公式には不可能であるが、中国側の年齢規制は強制ではないため記録が更新される可能性もある。現在の日本人最年少記録は南谷真鈴の19歳（2016年）。
- 1990年　ロブ・ホール（ニュージーランド・29歳）
- 1995年　デイビッド・キートン（アメリカ・29歳）
- 1996年　ナスマフルキ（トルコ・28歳）
- 1999年　野口健（日本・25歳）
- 2001年　石川直樹（日本・23歳）
- 2002年　山田淳（日本・23歳）
- 2004年　ブリトン・キーシャン（アメリカ・22歳）
- 2005年　ダニエル・フィッシャー（アメリカ・20歳）
- 2006年　リスマイルス・ジョーンズ（イギリス・20歳）
- 2007年　サマンサ・ラーソン（アメリカ・18歳、女性最年少記録）
- 2011年　ジョージ・アトキンソン（イギリス・16歳）
- 2011年　ジョーダン・ロメロ（アメリカ・15歳）

### 最高齢記録
七大陸最高峰における最高齢登頂は、高齢になってから簡単な山を登ることで達成年齢を容易に伸ばすことができるので、あまり注目されていない。何歳以降に登り始めたのかや、難しい山（特にエベレスト）に登った年齢、などは比較可能である。